# Jack Hitchcock
Jack Hitchcock (* 1925 oder 1926; † 10. Januar 2022) war ein US-amerikanischer Jazzmusiker (Posaune, Vibraphon).

## Leben und Wirken
Hitchcock, dessen Karriere fünf Jahrzehnte umfasste, begann in den späten 1940er-Jahren in der Musikszene New Yorks zu arbeiten. Nach seiner Rückkehr vom Militärdienst in Europa bei der U.S. Army Infantry 1946 spielte er bei Herbie Fields. In den folgenden Jahren arbeitete er auch bei Buddy Tate, mit dessen Band er im Club Harlem in Manhattan und im Celebrity Club in Long Island auftrat. In den 1950er-Jahren trat Hitchcock im Birdland mit Willie Bobos Latin Jazz Ensemble, dem Charlie Barnet Quintet, dem Bob Dorough Quintet (Devil May Care, 1956) und der Charlie Ventura Bigband auf, mit der 1950 erste Aufnahmen entstanden („You’ve Got a Date with the Blues“, mit der Sängerin Lucy Reed).
Weiterhin gastierte Hitchcock beim Rundfunksender CBS in der Jack Sterling Show und spielte bei Herbie Mann Vibraphon im Village Vanguard. In den 1960er-Jahren trat er weiter mit Herbie Mann im Birdland, The Village Gate (Monday Night at the Village Gate, 1964) und Apollo Theatre auf, tourte mit auch 1964 in Japan und gastierte mit ihm 1965/66 beim Newport Jazz Festival. Daneben war er als Vibraphonist für Tony Bennett tätig, wenn dieser in New York auftrat. Im folgenden Jahrzehnt leitete Hitchcock ein eigenes Quartett; daneben war er Mitglied im Thad Jones/Mel Lewis Orchestra. In den 1980er-Jahren trat er noch bei Schulkonzerten und Workshops, außerdem beim Long Island Jazz Festival auf.
Im Bereich des Jazz war Hitchcock laut Tom Lord zwischen 1950 und 1966 an 16 Aufnahmesessions beteiligt. Er wirkte auch bei Aufnahmen von Jerry Wald, Sabu Martinez (Safari with Sabu, 1957), Joe Pastrana, Lou Mecca, Billy Mitchel, Azuquita y su Orquesta Melao und Charlie Palmieri mit.